# Èric d'Auxerre
Èric d'Auxerre ((en francès Heiric d'Auxerre, Auxerre 841 - 876) va ser un monjo oblat del monestir benedictí de Sant Germà d'Auxerre (Borgonya, França).

## Biografia
Èric començà la seva formació al propi monestir, amb Lupus Servatus i Haimó d'Auxerre.
Va escriure una obra titulada Miracula santi Germani, sobre els miracles de Germà d'Auxerre, sant epònim del seu monestir. En aquesta obra parla de la construcció de la cripta. D'altres obres seves van ser Collectaeum, un homiliari i unes glosses a les Categoriae decem (un sumari llatí del segle iv de les Categories d'Aristòtil, atribuït erròniament a Agustí d'Hipona o pres per l'obra completa, i que va ser una de les fonts principals del pensament aristotèlic disponibles a l'Occident de l'alta edat mitjana, influint també en Joan Escot Eriúgena, Alcuí de York i Fredegís de Tours). Va escriure també unes col·leccions d'extractes de les obres de Valeri Màxim i de Suetoni.
Hereu intel·lectual d'Escot Eriúgena, que havia estat cridat pel rei Carles II el Calb a la seva escola palatina el 850, Èric es considera l'iniciador de l'Escola d'Auxerre, que continuà el seu deixeble Remigi d'Auxerre fins al 935. Les glosses d'Èric i Remigi van ser utilitzades al segle xii per Guillem de Conches.